# Рамон Сільва
Рамон Сільва (ісп. Ramon Silva Abaitua), — баскський футболіст, зачинатель клубу «Атлетик» з Більбао. Грав у атакувальній ланці команди. Володар Кубка Коронації, попередника Кубка дель Рей.

## Життєпис
Рамон Сільва один з перших футболістів новоствореної баскської команди в 1901 році. Провів з командою повноцінний футбольний сезон — 1901-1902 років.
Спершу Рамон Сільва ще взяв участь у товариській грі супроти французького клубу «Бурдігала» (Burdigala), в якому він відзначився голом.
Відтак, обраний до складу збірної команди басків «Біская» (Bizcaya), 13 травня 1902 року на «Естадіо де Гіподром» (Estadio de Hipódromo) провів свою першу гру в офіційному турнірі, супроти барселонського «Клубу Еспаньйол». Перемога з рахунком 5:0 дала змогу його команді продовжувати участь у турнірі.
У другій грі було переможено мадридську дружину: «Нью Фут-Бол Клуб» (New Foot-Ball Club). Перемога з рахунком 8:1 кваліфікувала басків (і Сільву, в тому числі) до фіналу Кубка Коронації.
У фінальній грі Рамон Сільва знову вийшов в основі команди і привніс свою лепту в здобуття першого іспанського трофею.
Повернувшись на батьківщину, Рамон і далі займався спортом, зокрема грав у футбол у команді басків. Але подальша футбольна доля Рамона Сільви мало висвітлена. Лише віднайдено дані щодо його участі в знаковій грі команди супроти «Барселони», коли баски розтрощили каталонців з рахунком 11:1.

## Футбольна кар'єра
- 1901—1902  —«Атлетік» — 1(1)
- 1901—1902  —«Біская» — 3(0)
- 1905—1906  —«Атлетік» — 1(0)

## Трофеї
- Володар Кубка Коронації (1): 1902